# Матеј Јунчић
Матеј Јунчић (XV век) био је дубровачки сликар.

## Биографија
Матеј Јунчић био је син сликара и штитара Радашина. Матеј је живео у Котору од 1441-1446 где је сликао за катедралу Светог Јакова и цркву Светог Павла. Насликао је полиптих за цркву светог Јурја на острву код Пераста. У мају 1442. Матејев брат Никола Јунчић, бивши ректор которске школе, именовао га је за свог пуномоћника. Матеј је 1444/45 године насликао слику за олтар Николе Византијског у катедрали Светог Трипуна.
Матеј је 1446. дошао у Дубровник, где је сарађивао са Ловром Добричевићем на изради полиптиха за главни олтар дубровачке доминиканске цркве.У Дубровнику је 1448. Матеј закључио неколико уговора: у фебруару да ослика триптих који је наручио Влатко Богданов, у марту за слику чији би оквир био позлаћен, у мају (са Ловром Добричевићем) за полиптих за главни олтар доминиканске цркве (данас Музеј доминиканског манастира у Дубровнику), у јуну за паланкин у цркви Светог Николе, и са златаром Живком Гојаковићем за рељефну фигуру Светог Јована Крститеља и статуу Светог Симона и Јуде у катедрали.
Матеју се приписује рад на осликавању  насликао бројчаника градског звоника и полиптиха цркве Светог Петра из 1449. У априлу 1450. уговорио је израду полиптиха за капелу Светог Јеронима у фрањевачком самостану. Следеће године осликао је паланкин (носиљку) за фрањевачку цркву у Ријеци дубровачкој. У мају 1452. Матеј је обавезао чланове братства и становнике Лопуда да до августа следеће године израде полиптих по узору на онај већ поновљени из цркве Светог Петра. У октобру 1453. узео је за дете Стјепана, сина штитара и сликара Радоја Драгосалића. Од јула 1454. радио је на зидним сликама у апсиди и полиптиху главног олтара у Домино цркви.

## Уметнички стил
Изгубљени су или уништени многи Матејеви радови. На основу извора из 1452. може се Матеју приписати полиптих са Богородицом и дететом које окружују анђели, донатором на главном пољу и пољима са свецима, са библијским призором у цркви госпе од Шуња на Лопуду. По стилским цртама тај полиптих има нешто наглашеније готичке црте и везује се за касно млетачко сликарство и заостале утицале Паола (итал. Paolo Veneziano) и Лоренца Венецијана (итал. Lorenzo Veneziano) и њихових следбеника.